# Meriones libycus
Meriones libycus este o specie de rozătoare din familia Muridae. Este găsită în Mauritania, Maroc, Algeria, Tunisia, Libia, Egipt, Iordania, Siria, Arabia Saudită, Iran, Irak, Afganistan, Turkmenistan, Uzbekistan, Kazahstan și vestul Chinei. Habitatele sale naturale sunt terenurile tropicale sau subtropicale cu arbuști, lacurile sărate, deșerturile fierbinți și grădinile.

## Descriere
Meriones libycus aparține genului Meriones. Are o lungime a capului și a corpului de circa 100–160 mm, o coadă la fel de lungă și o greutate de circa 56–105 g. Capul este mare cu ochi mari, blana este fină și deasă iar picioarele din spate sunt lungi. Partea de sus este gri-maro, mai închisă la culoare față de cea a speciei Meriones meridianus, care este în general mai mică. Firele de păr de pe abdomen și piept au vârful alb și baza gri. Ghearele au nuanță închisă. În unele zone ale arealului său, specia Meriones libycus poate fi confundată cu specia Meriones crassus, dar M. crassus este mai mică, are ghearele deschise la culoare iar smocul întunecat din vârful cozii îl are mai mic.

## Răspândire și habitat
Meriones libycus este nativă în Africa de Nord și în părți din Asia Centrală și de Vest. Arealul său cuprinde Mauritania, Maroc, Arabia Saudită, Orientul Apropiat, Kazahstan și vestul Chinei. Habitatele sale tipice sunt deșerturile, semideșerturile, luncile râurilor, uedurile și zonele cu dune de nisip stabile. Uneori se găsește și în terenuri arabile.

## Ecologie
Specia Meriones libycus trăiește solitar sau în mici colonii, fiind mult mai sociabilă iarna, când coloniile pot avea cam 20–30 de indivizi. Trăiește într-o vizuină cu adâncimea de aprox. 1,5 m, cu un sistem de tuneluri destul de complex cu intrări multiple; poate locui și în vizuini abandonate de Rhombomys opimus. Este o specie diurnă, care se hrănește cu semințe, bulbi, tuberculi și frunze, precum și oricare insecte moarte pe care le găsește. De obicei, transportă mâncarea în vizuină, unde pot fi găsite camere care conțin cantități mari de hrană. Atunci când mâncarea devine greu de găsit, se mută. Reproducerea are loc pe parcursul aproape întregului an, iar femela naște aproximativ 5 pui.

## Stare ecologică
Meriones libycus este o specie comună în habitatele adecvate cuprinse în arealul său larg. Se presupune că populația totală a acestei specii este mare. În unele zone în care este prezentă pe terenuri agricole, este văzută ca un dăunător. Nu au fost identificate amenințări deosebite pentru această specie, iar Uniunea Internațională pentru Conservarea Naturii a clasificat-o ca fiind neamenințată cu dispariția.